# Esófago

Video de Esófago

El esófago es una sección del aparato digestivo tanto de vertebrados como invertebrados, con forma de un tubo muscular, que comunica la faringe con el estómago.
El término «esófago» deriva del idioma griego antiguo «oisophagos» (οισοφάγος), literalmente "entrar por alimentos".
A través del mismo pasa el bolo alimenticio desde la faringe al estómago.

## Anatomía
El esófago humano discurre por el cuello y por la región posterior del tórax ( mediastino posterior), hasta introducirse en el abdomen superior de forma anterior, atravesando el diafragma.

Se extiende desde el nivel de la sexta o séptima vértebra cervical hasta la undécima vértebra torácica.

En el recorrido esofágico encontramos distintas improntas producidas por las estructuras vecinas con las que está en íntimo contacto, como son: el cartílago cricoides de la laringe, el cayado aórtico, el atrio izquierdo del corazón, y el hiato esofágico, que es el orificio del diafragma por el que pasa el esófago.

## Desarrollo embrionario
El esófago se desarrolla a partir del intestino embrionario tubular, una estructura endodérmica. 

En las aves y mamíferos, al principio del desarrollo, el esófago es muy corto,  posteriormente se alarga debido a la formación del cuello y al descenso del corazón y los pulmones. 

En peces y anfibios el esófago continúa siendo corto aún en las etapas más avanzadas del desarrollo.

El embrión humano en su desarrollo temprano, tiene tres capas y se apoya en el saco vitelino embrionario. Durante la segunda semana del desarrollo embrionario, a medida que el embrión crece, comienza a rodear y envolver porciones de esta salida. Las porciones envueltas forman la base para el tracto gastrointestinal adulto. Secciones de este intestino comienzan a diferenciarse en los órganos del tracto gastrointestinal, tales como el esófago, el estómago y los intestinos.

El saco está rodeado por una red de arterias llamadas plexo vitelino. Con el tiempo, estas arterias se consolidan en tres arterias principales que irrigan el tracto gastrointestinal en desarrollo: la arteria celíaca, la arteria mesentérica superior y la arteria mesentérica inferior. Las áreas irrigadas por estas arterias se utilizan para definir el intestino medio, intestino grueso y el intestino anterior.
El esófago se desarrolla como parte del tubo de intestino anterior. La inervación del esófago desarrolla a partir de los arcos branquiales.

## Estructura
El esófago es el órgano, cuya agrupación de tejidos forma la unidad estructural encargada de la función de transporte del bolo alimenticio, desde la faringe hasta el estómago.

Su estructura con forma de tubo, está conformada por varias capas histológicas que son comunes al resto del Aparato digestivo. 

### Microarquitectura
La pared está formada por cuatro capas superpuestas:

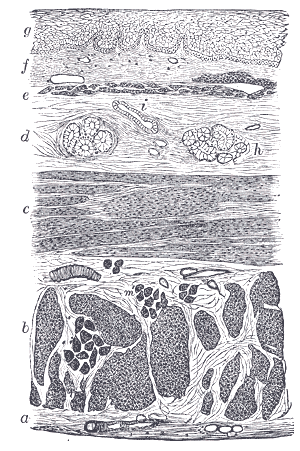
Esófago humano en corte transversal. Arriba epitelio escamoso del lumen. b. Fibras de la capa muscular longitudinal.
c. Fibras musculares transversales.
d. Capa submucosa.
e. Muscularis mucosæ.
f. Membrana mucosa, con vasos sanguíneos.
g. Capa Epitelial estratificada.
h. Glándula mucosa.
i. Ducto glandular. -->

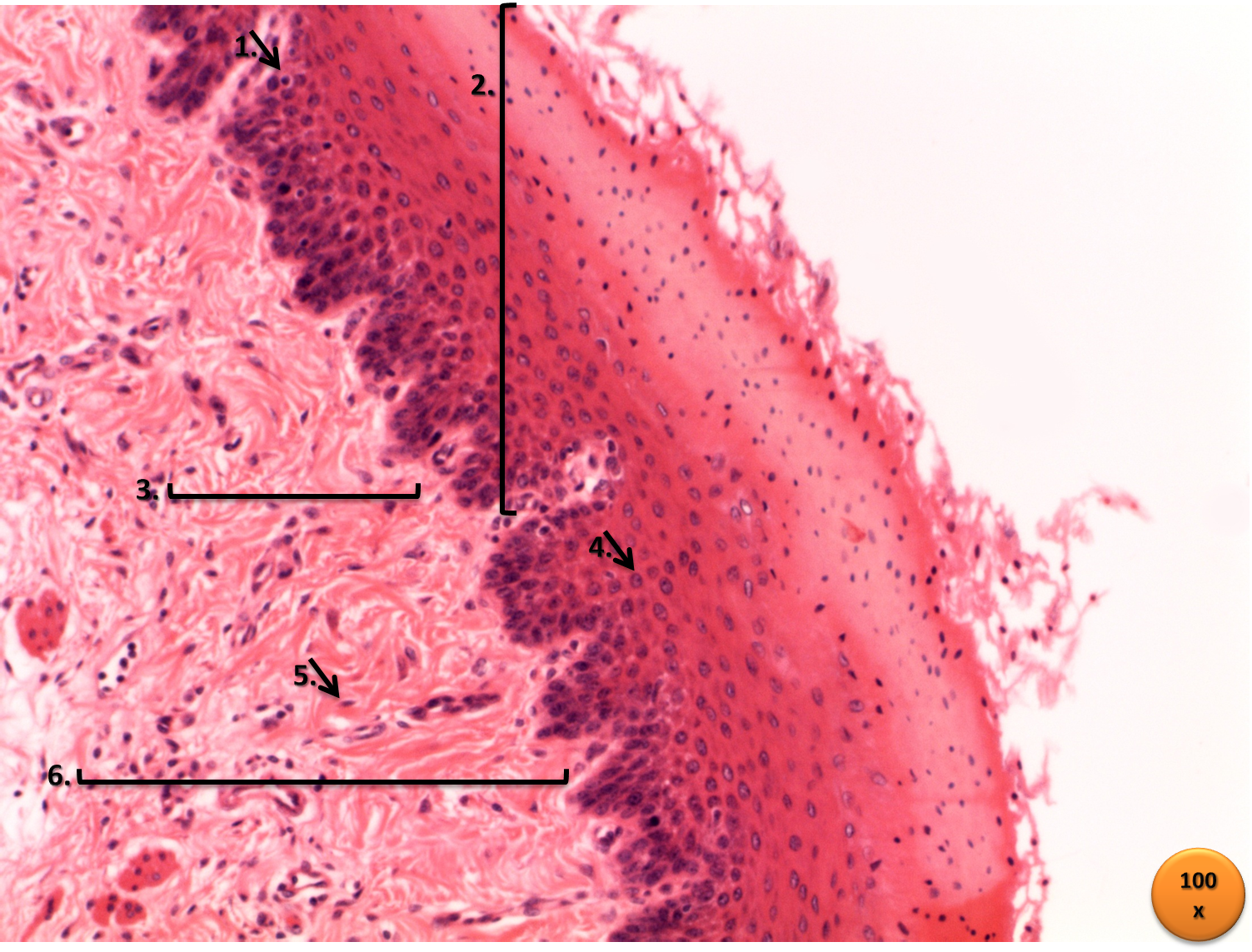
Histología del esófago: 2=epitelio, 6=conjuntivo denso.

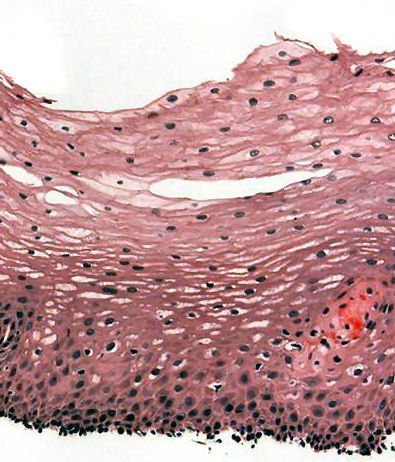
Capa escamosa interna de la capa mucosa del esófago. Tinción H&E.

- Capa mucosa: Conformada por el epitelio y el tejido conectivo subyacente. El epitelio#Epitelio estratificado plano no queratinizado tiene varias capas de células y recubre la  luz del esófago. Este epitelio está renovándose continuamente por la formación de nuevas células de sus capas basales. Para facilitar la propulsión del alimento hacia el estómago, el epitelio está recubierto por una fina capa de mucus, la cual se forma por las glándulas cardiales y esofágicas. El tejido conectivo es de tipo laxo, y se separa de la siguiente capa (submucosa) por medio de la capa muscularis mucosae.
- Capa submucosa: capa que se encuentra por debajo de la mucosa, y está formada por tejido conectivo denso, se encuentran en ella glándulas esofágicas.
- Capa muscular: está formada por dos capas de músculo liso, una capa interna de células de dirección circular y otra capa externa de células musculares longitudinales, que cuando se contraen forman ondas peristálticas que conducen el bolo alimenticio al estómago.

La capa muscular es más flexible y las mediciones biomecánicas han demostrado que tiene un módulo de elasticidad menor. Esta diferencia de rigidez/flexibilidad implica que la distribución de esfuerzos en un esófago no puede ser uniforme.
- Capa serosa o adventicia: Formada por tejido conectivo, excepto en la región del receso vertebromediastinico, donde las pleuras lo revisten parcialmente.[4]

Unión esofagogástrica (también unión gastro-esofágica): 
es la unión entre el esófago y el estómago. A simple vista, el color rosa de la mucosa esofágica contrasta con el rojo más intenso de la mucosa gástrica y la transición entre las dos se puede ver como una línea irregular, que a menudo se denomina «línea z». En la microarquitectura, el examen histológico revela una transición abrupta entre el epitelio#Epitelio estratificado plano no queratinizado también (Epitelio escamoso estratificado) del esófago y el epitelio cilíndrico simple del estómago.
Además de su estructura tubular el esófago posee dos zonas con función valvular, una a la entrada y otra a la salida, que son denominadas «esfínteres». 
- Esfínter esofágico superior: divide la faringe del esófago. Está formado por el músculo cricofaríngeo que lo adhiere al cricoides. Este músculo es un músculo estriado (a pesar de esto, es involuntario y está inervado por el nervio vago y ramas del plexo esofágico) que inicia la deglución.
- Esfínter esofágico inferior: realmente no es un  esfínter anatómico. Es un «esfínter fisiológico», con músculo liso controlado de manera neurohormonal. Esta característica le permite impedir el reflujo del contenido ácido estomacal.[5]

## Vascularización
En el humano el esófago está irrigado por diferentes arterias según la porción que recorre:
- En el cuello, está irrigado por arterias esofágicas superiores, ramas de la arteria tiroidea inferior que procede de la subclavia.
- En el tórax, por las arterias esofágicas medias, por arterias bronquiales y las intercostales, que son ramas directas de la aorta.
- En el abdomen, por las arterias esofágicas inferiores procedentes de la diafragmática inferior izquierda y de la arteria gástrica izquierda.

## Inervación
- En el cuello, está inervado por fibras somáticas de nervios laríngeos recurrentes y fibras vasomotoras de los troncos simpáticos cervicales.
- En el tórax, inervado igual que el cervical.
- En el abdomen, se encuentra inervado por plexo esofágico, formado por ramas del nervio vago izquierdo (anterior) y derecho (posterior), que se divide en troncos vagales anterior y posterior (se convierten en ramos gástricos anteriores y posteriores), troncos simpático torácicos a través de nervios esplénicos mayores (abdominopélvicos), plexos periarteriales que rodean a la arteria gástrica izquierda y a la arteria frénica inferior izquierda.

## Fisiología
La función del esófago es el transporte del bolo alimenticio desde la faringe hasta el estómago. Esta función se lleva a cabo mediante las ondas peristálticas, que se desarrollan entre los esfínteres esofágicos superior e inferior.
En una primera fase oral se eleva el velo del paladar, se produce el cierre de la epiglotis y la lengua propulsa el bolo hacia la faringe, produciéndose la deglución. Esta ocurre de forma voluntaria.

En la fase faríngea, se relaja el esfínter esofágico superior y se contrae el constrictor faríngeo. Esta fase es ya involuntaria o refleja.
El paso del bolo a la hipofaringe produce relajación del esfínter esofágico superior e inicio de ondas peristálticas primarias y secundarias en el cuerpo del esófago, se estimulan receptores mecánicos que activan reflejos específicos para que esto pueda suceder.

Cuando el bolo llega al esfínter esofágico inferior se produce la relajación de este, por lo que permite su paso al estómago para que posteriormente el esfínter recupere su tono (que evita el reflujo gastroesofágico).
La presión elevada de reposo dentro del esófago, se mantiene tanto por contribuciones de nervios como de músculos lisos, mientras que su relajación ocurre en respuesta a factores originados en los centros nerviosos (neurogénicos).

### Peristalsis esofágica
La inhibición/relajación inicial, seguida de excitación/contracción son las características distintivas de la peristalsis, descrita por Bayless y Starling, hace 120 años.

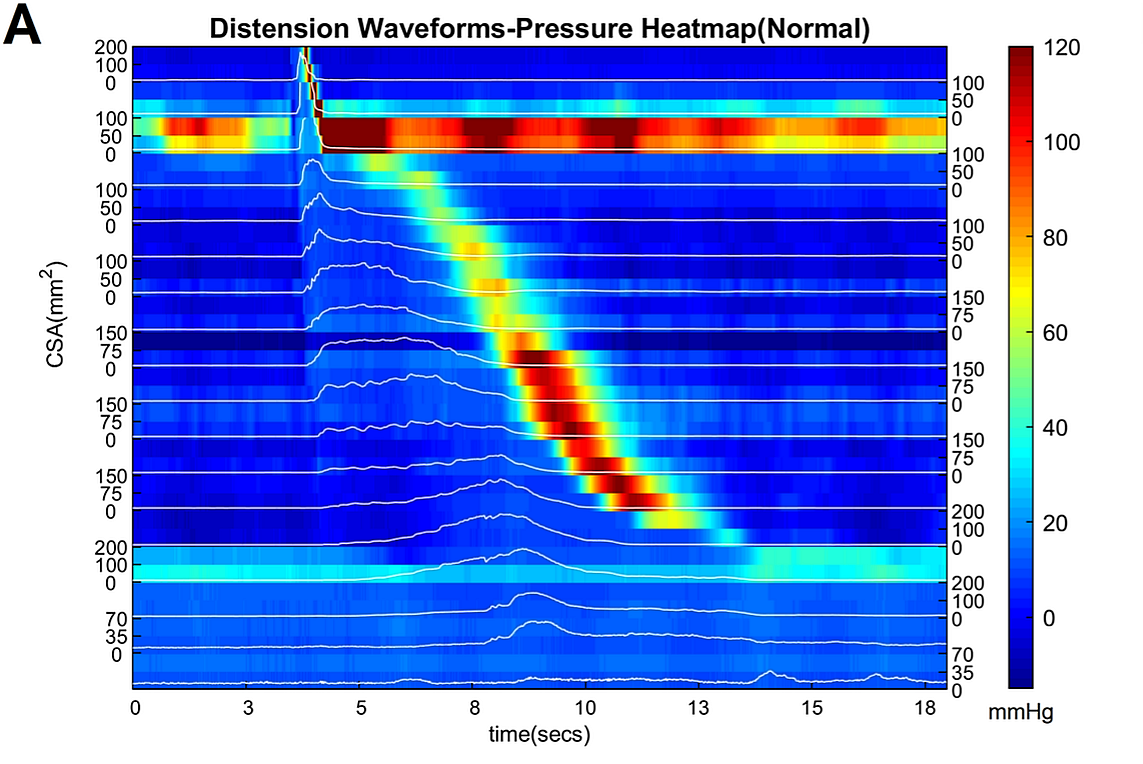
Patrón de distensión y contracción a lo largo de toda la longitud del esófago, y a lo largo del tiempo, durante una sola deglución.
La distensión se muestra con forma de onda y la contracción (presión) como topografía en mapa de calor.

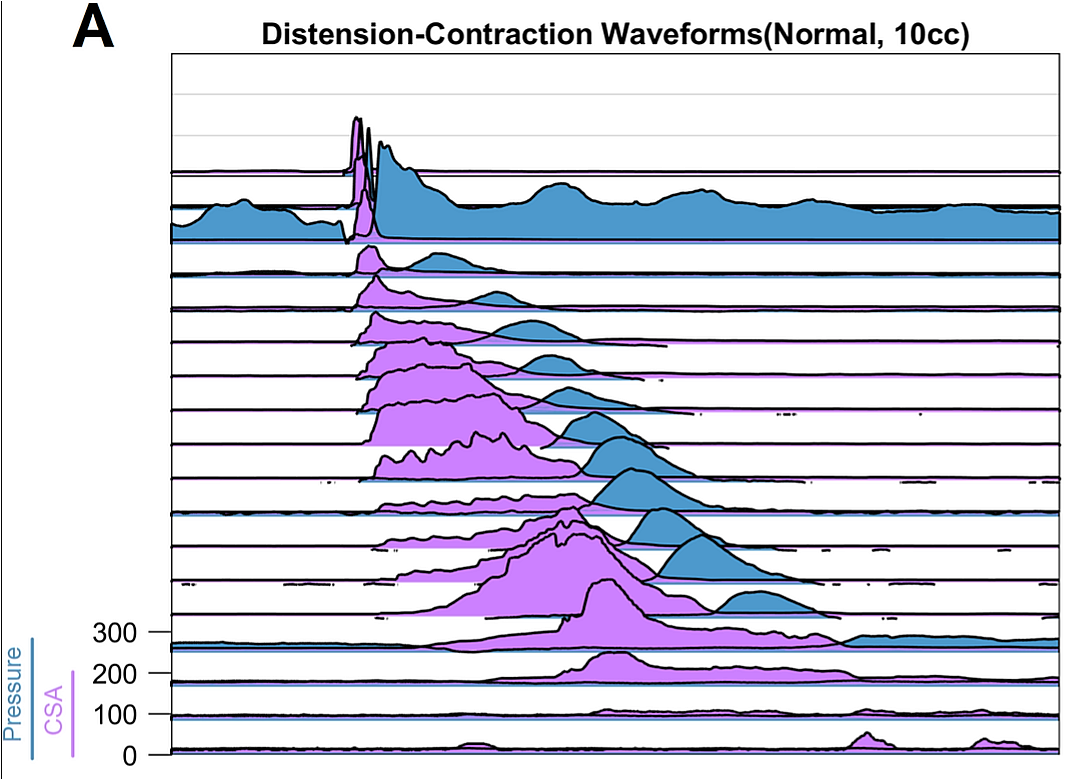
Gráfico de Distensión-Contracción del Esófago. Las ondas de presión se muestran en azul. La distensión en fucsia. Tanto la distensión como la contracción se muestran como formas de onda, para visualizar las amplitudes y la relación temporal entre la distensión y la contracción.

En la fase esofágica de la deglución se forman las ondas peristálticas de las cuales existen dos tipos principales, las primarias y las secundarias.
Las ondas peristálticas primarias
Son las encargadas de movilizar el bolo alimenticio desde la porción inferior de la faringe hasta el estómago, lo cual le toma entre 8 a 10 segundos (en posición erecta y por la ayuda de la gravedad este tiempo se reduce hasta 5-8 segundos aproximadamente),
Peristaltismo secundario
Si no se logra la movilización completa del bolo desde el esófago al estómago se detectará alguna distensión en una porción de este y comenzará el proceso llamado peristaltismo secundario, cuya función es el aclaramiento esofágico (el vaciamiento completo del esófago). 
Peristaltismo terciario
Su función fisiológica no tiene relevancia porque no moviliza de manera alguna el bolo alimenticio, al contrario se le considera como patológica y está presente en patologías propias del esófago (Espasmo esofágico difuso).

### Esfínter esofágico inferior
El esfínter esofágico inferior (LES Lower Esophageal Sphincter en inglés) realmente no es un esfínter anatómico, sino fisiológico. Es decir, no existe una estructura de esfínter como se conoce en otros lugares, pero sí en este lugar el esófago desarrolla una presión local elevada.

El esfínter esofágico inferior (EEI), tiene una presión elevada en reposo (10-25 mmHg), pero disminuye su tono normalmente elevado en respuesta a varios estímulos como:
- la llegada de la onda peristáltica primaria;
- la distensión del lumen del esófago cuando pasa el bolo alimenticio;
- la distensión gástrica.

La presión elevada en reposo se mantiene tanto por contribuciones de nervios como de músculos, mientras que su relajación ocurre en respuesta a factores neurogénicos. Su función exclusivamente motora propulsa el bolo alimenticio a través del tórax en su tránsito desde la boca al estómago (no realiza funciones de absorción ni digestión). En la fase involuntaria de la deglución hay elevación del paladar blando, obstrucción de la nasofaringe y cierre de la glotis.
La técnica de laboratorio considerada estándar de oro para evaluar la motilidad esofágica, es la manometría esofágica de alta resolución (HRM).

## Patología
Es el estudio de los cambios en estructura, bioquímica y función que subyacen a los trastornos y las enfermedades del esófago. 

### Síntomas esofágicos
Los trastornos del esófago se manifiestan con pocos síntomas que son característicos, y que traducen las alteraciones de la función y la estructura.

Los síntomas propiamente esofágicos son:
- Pirosis (sensación de dolor, ardor o quemazón; piro significa ‘fuego’). Es comúnmente conocida como acidez.
- Odinofagia (deglución dolorosa).
- Disfagia (dificultad para tragar; dis: ‘dificultad o inhabilidad’, fagia: ‘comer, ingerir’).

### Enfermedades esofágicas

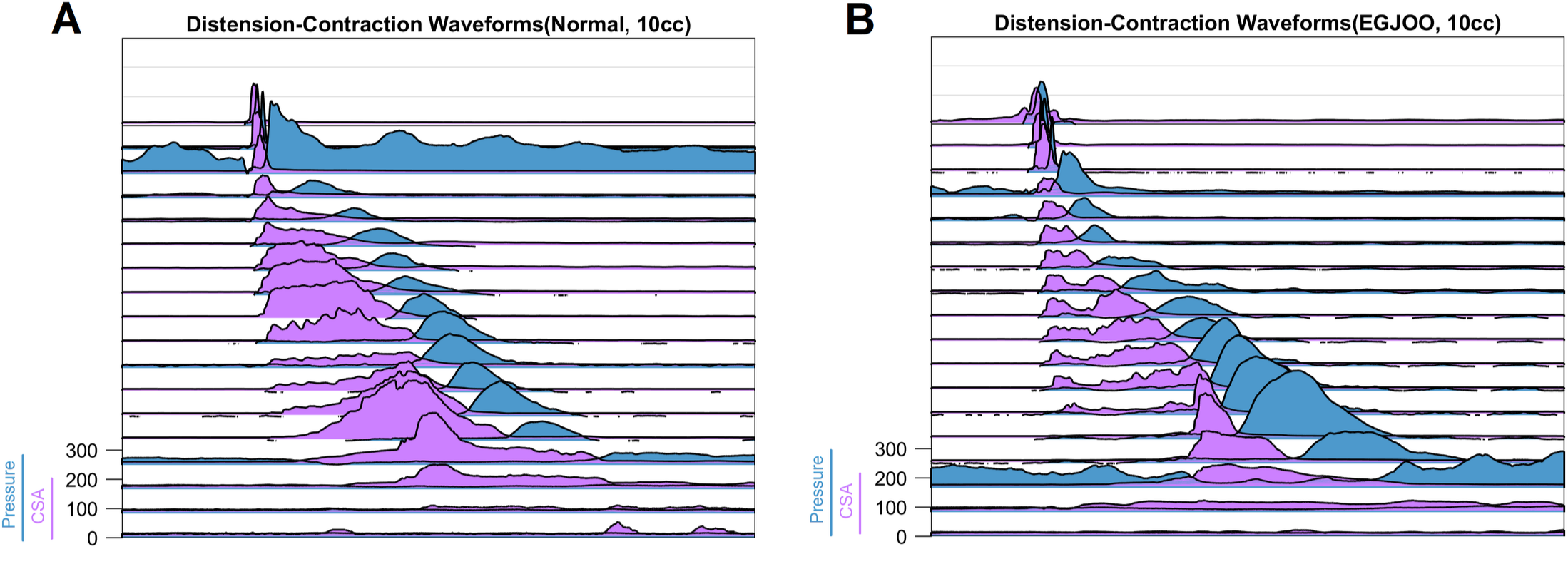
Gráfica de Distensión Contracción. Derecha: obstrucción del flujo de salida de la unión esofagogástrica (EGJOO).

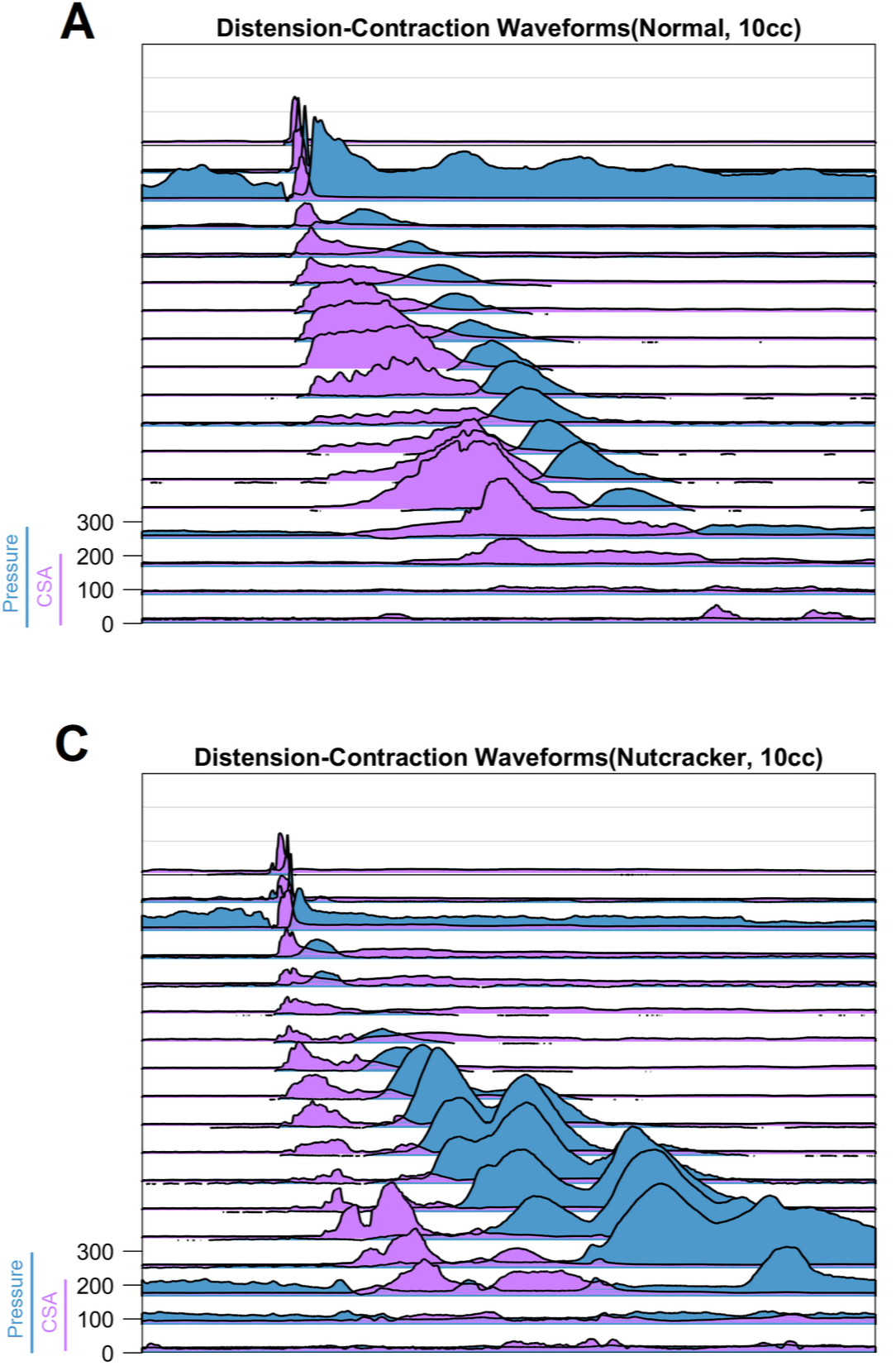
Gráfica de Distensión Contracción. Abajo: Esófago cascanueces (Nutcracker).

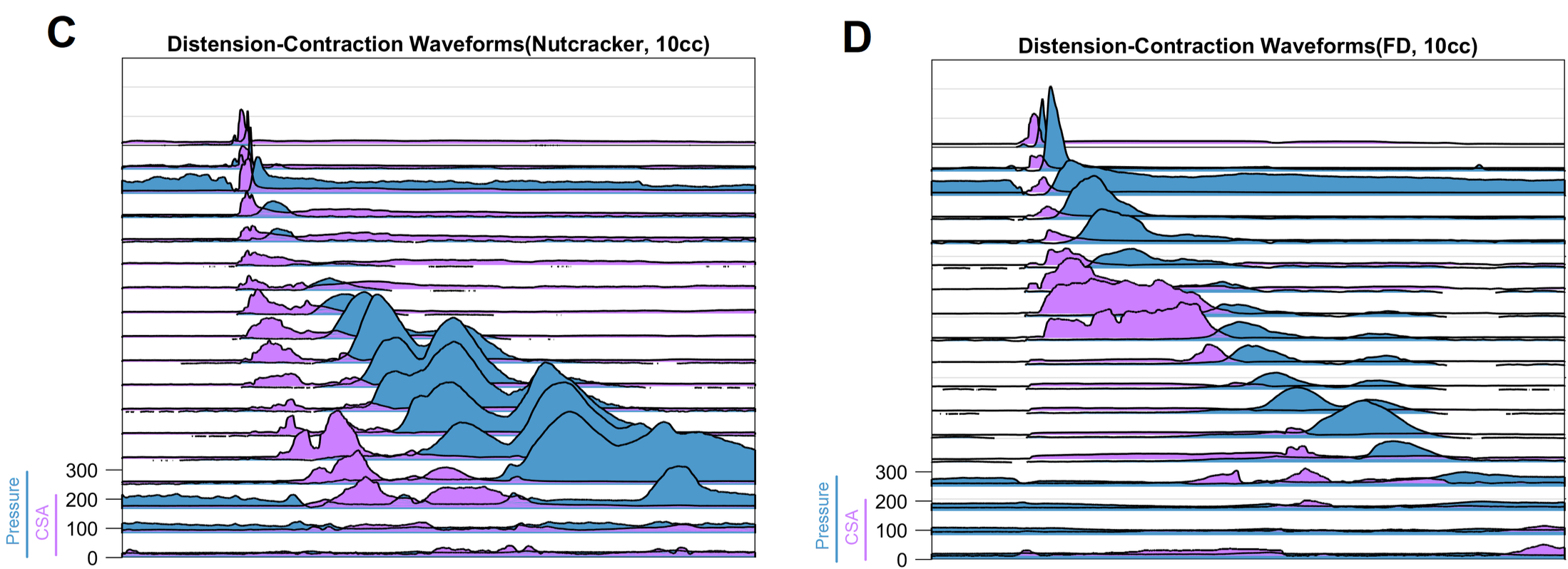
Gráfica de Distensión Contracción. Izquierda: Esófago Nutcracker. Derecha: Disfagia Funcional (FD).

La patología esofágica se divide para su estudio en «benigna» y «maligna» (cáncer de esófago).

Los trastornos benignos en su mayoría son consecuencia de una función alterada 
(funcionales). 
- Trastorno esofágico  funcional.[9]
  - Pirosis funcional (en ausencia de reflujo gastroesofágico),
  - Dolor torácico funcional,
  - Disfagia funcional (disfagia no obstructiva) y
  - Globo (o globus) sensación permanente de cuerpo extraño.[10][11]
- Espasmo esofágico difuso.
- Cascanueces (Nutcracker).
- Obstrucción del flujo de salida de la unión esofagogástrica (EGJOO).
- Reflujo gastroesofágico.

- Acalasia esofágica incapacidad del esfínter para relajarse.

- Várices esofágicas.

- Esófago de Barrett.

- Desgarro de Mallory-Weiss

- Esofagitis eosinofílica.

- Atresia esofágica

- Cáncer de esófago.

## En otros animales

### Vertebrados
En tetrápodos, la faringe es mucho más corta, y el esófago correspondientemente más largo, que en los peces. En la mayoría de los vertebrados, el esófago es simplemente un tubo de conexión, pero en algunas aves, que regurgitan componentes para alimentar a sus crías, que se extiende hacia el extremo inferior para formar un buche para el almacenamiento de los alimentos antes de que entre el verdadero estómago.  En los rumiantes, los animales con cuatro estómagos, un surco llamado surco reticuli, se encuentra a menudo en el esófago, permitiendo que la leche drene directamente al estómago posterior, para cuajar. El esófago de serpientes es notable por la distensión que es sometido al tragar las presas enteras.
En la mayoría de los peces, el esófago es extremadamente corto, principalmente debido a la longitud de la faringe (que se asocia con las branquias). Sin embargo, algunos peces, incluyendo lampreas, quimeras, y pulmonados, no tienen estómago verdadero, de modo que el esófago se extiende desde la faringe directamente al intestino, y por lo tanto es algo más largo.
En muchos vertebrados, el esófago está revestida por epitelio escamoso estratificado y sin glándulas. En los peces, el esófago a menudo se llena de epitelio columnar, y en los anfibios, los tiburones y las rayas, el epitelio esofágico es ciliado, lo que ayuda a lavar los alimentos a lo largo de, además de la acción del peristaltismo muscular. Además, en murciélagos como Plecotus auritus, peces y algunos anfibios, se han encontrado glándulas que segregan pepsinógeno o ácido clorhídrico.
El músculo del esófago en muchos mamíferos es estriado inicialmente, pero luego se convierte en músculo liso en el tercio caudal . En los caninos y rumiantes, sin embargo, es totalmente estriado para permitir regurgitación para alimentar pequeños (caninos) o regurgitación de masticar (rumiantes). Es el músculo completamente liso en anfibios, reptiles y aves.
Contrariamente a la creencia popular, una persona no sería capaz de pasar a través del esófago de una ballena, que por lo general miden menos de 10 cm de diámetro, aunque en grandes ballenas barbadas puede haber hasta diez pulgadas cuando está completamente dilatado.

### Invertebrados
Una estructura con el mismo nombre se encuentra a menudo en los invertebrados, incluyendo moluscos y artrópodos, que conecta la cavidad oral con el estómago. En los cefalópodos, el cerebro a menudo rodea el esófago.
La boca de los gasterópodos se abre en un esófago, que conecta con el estómago. Debido a la torsión, el esófago normalmente pasa alrededor del estómago, y se abre en su parte posterior, más alejada de la boca. En las especies que han sido objeto de torsión, sin embargo, el esófago puede abrir en la parte anterior del estómago, por lo tanto, que se invierte desde la disposición habitual del gasterópodo.
En Tarebia granifera la bolsa incubadora está por encima del esófago.
Hay disponible un extenso rostrum en la parte anterior del esófago en todos los gasterópodos carnívoros.

## Galería de imágenes

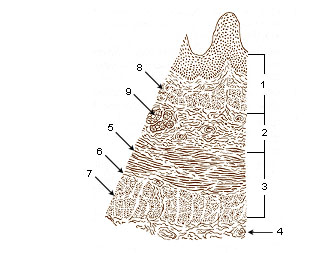
Capas del esófago.
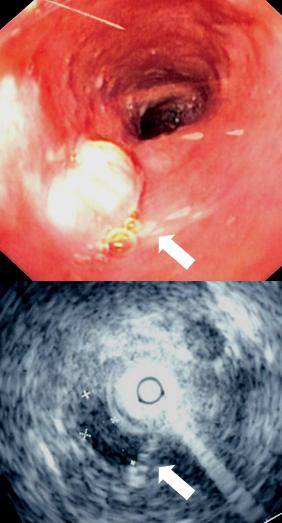
Masa esofágica media
Diagrama del estómago
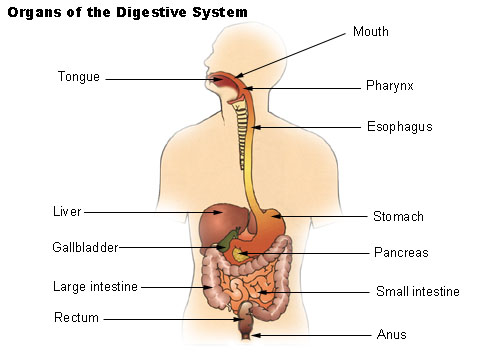
Órganos del tracto digestivo.
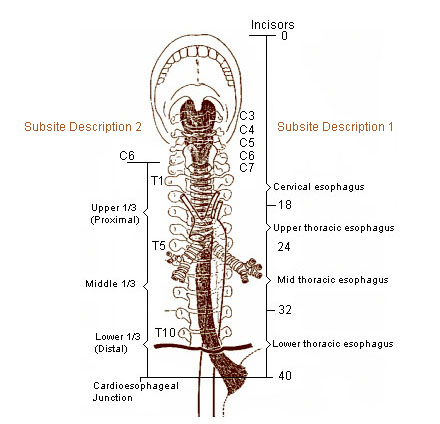
Esófago
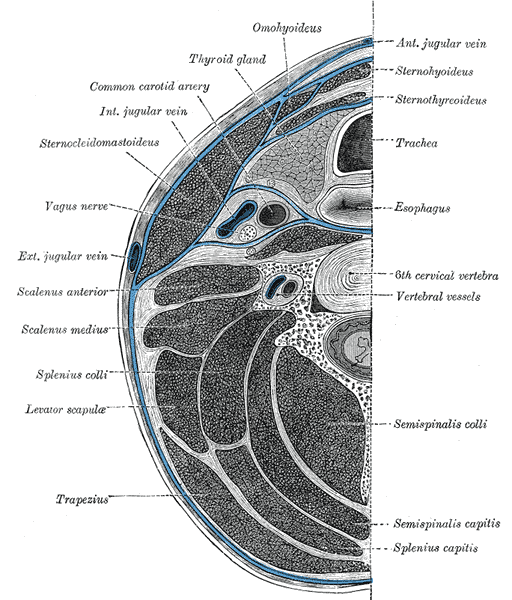
Sección a nivel del cuello en la sexta vértebra cervical.
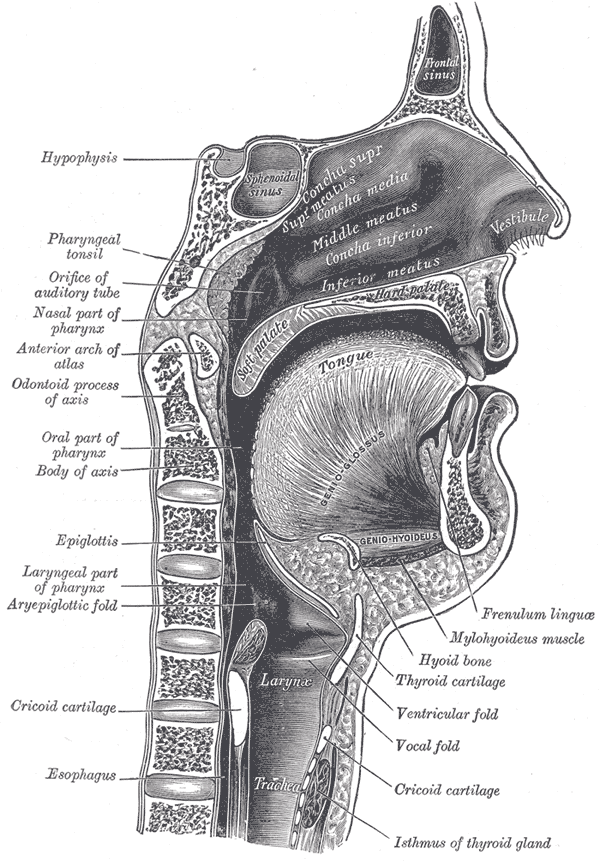
Sección sagital de nariz, boca, faringe y laringe
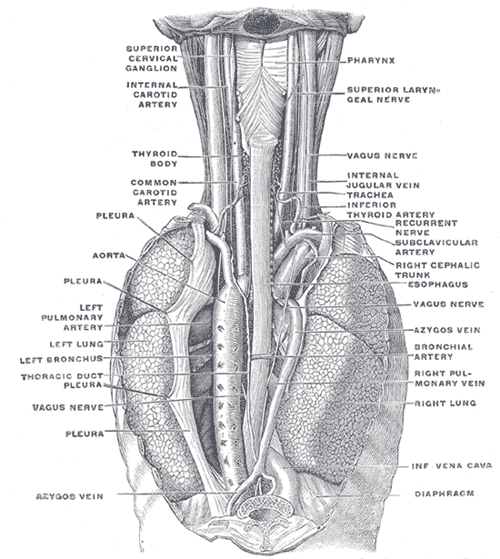
Posición y relación del esófago en la relación cervical y en el mediastino posterior. Visto desde atrás.
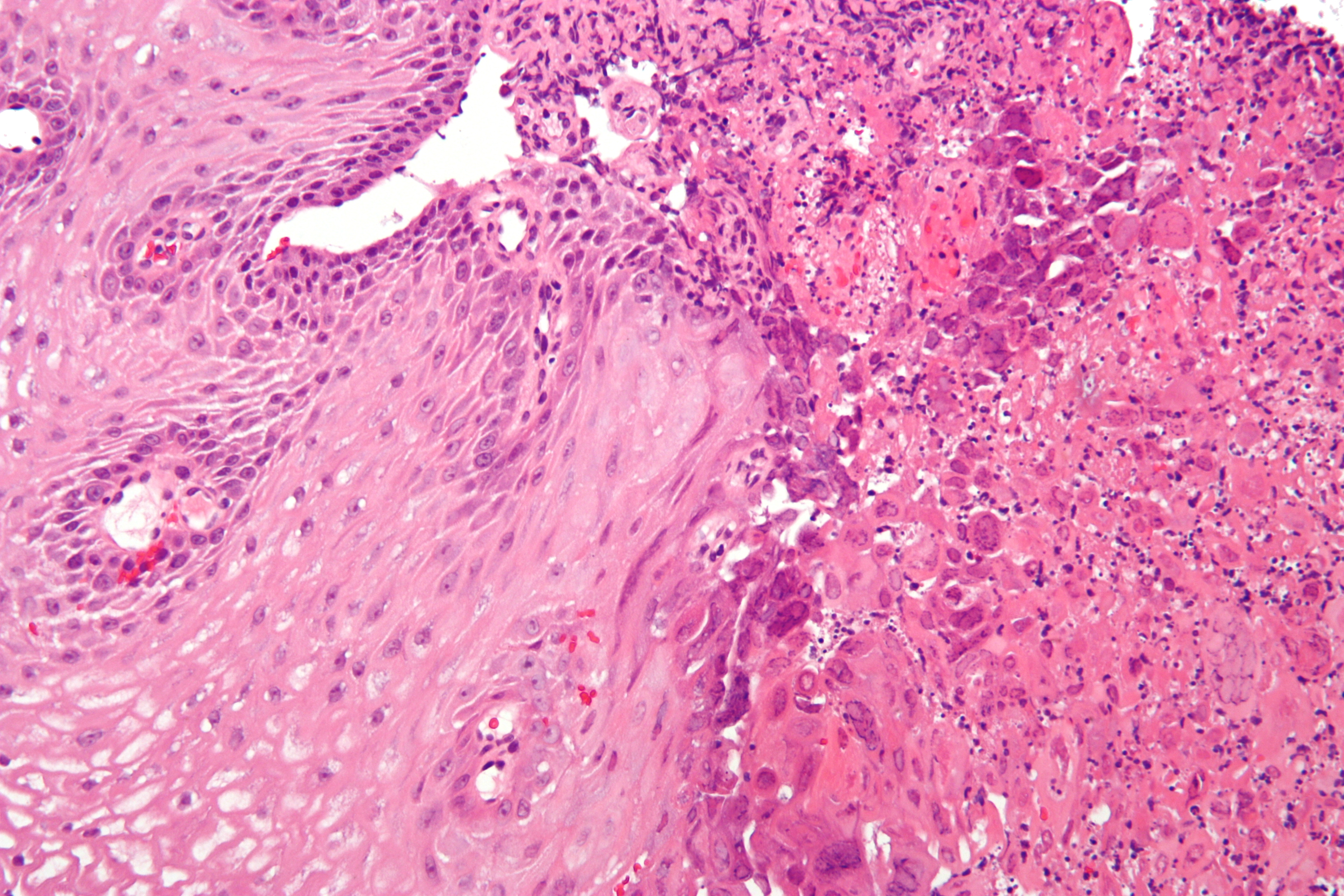
Micrografía de esofagitis herpética
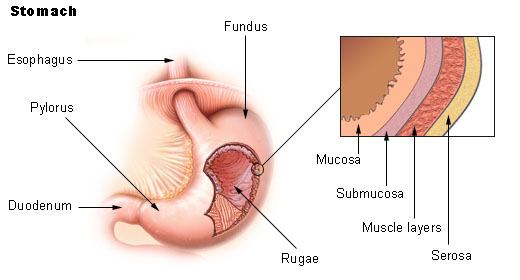
Estómago